# 芦北町立湯浦小学校
芦北町立湯浦小学校（あしきたちょうりつ ゆのうらしょうがっこう）は、熊本県葦北郡芦北町にある公立小学校。

## 沿革
- 1873年（明治6年） - 旧演武場内で小学校の授業開始（芦北町湯浦1441番地）。
- 1887年（明治20年）- 湯浦尋常小学校設置。
- 1902年（明治35年） - 湯浦尋常高等小学校と改称。
- 1941年（昭和16年） - 湯浦国民学校と改称。
- 1947年（昭和22年） - 湯浦村立湯浦小学校と改称。
- 1951年（昭和26年） - 湯浦町立湯浦小学校と改称。
- 1970年（昭和45年） - 芦北町立湯浦小学校と改称。
- 1986年（昭和61年） - 現在地に移転
- 2005年（平成17年） - 芦北町立女島小学校を統合。